# Ptilium caesum
Ptilium caesum ist ein Käfer aus der Familie der Zwergkäfer (Ptiliidae). 

## Merkmale
Die Käfer erreichen eine Körperlänge von 0,55 bis 0,6 Millimetern. Ihr Körper ist dunkel gefärbt, etwas länger behaart als bei Ptilium affine und flach gewölbt. Der Halsschild besitzt eine scharf eingeschnittene fast vollständige Mittelfurche und beidseits davon im hinteren Teil des Schildes zwei Längstricheln. Die Seiten des Halsschildes sind vor der Basis ausgeschweift und fein aber merklich gerandet. Seine Seitenlinien verlaufen nach vorne leicht konvergierend und treten scharf hervor. Die Deckflügel sind an der Spitze gelbbraun durchscheinend gefärbt, sie sind an den Seiten weniger gerundet und etwas länger als bei der nahe verwandten Art. Die Fühler und Beine sind gelb.

## Vorkommen und Lebensweise
Die Art kommt in Mittel- und Teilen Südeuropas und am Kaukasus vor. Sie ist weiters aus Frankreich, Großbritannien, Schweden und dem nördlichen Teil des europäischen Russlands bekannt. Die Tiere leben in Detritus und trockenem Dung. 